# Ектор Селада
Ектор Селада (на испански: Héctor Zelada) е аржентински футболист, вратар.

## Кариера
Започва кариерата си в Росарио Сентрал, играе 92 мача за отбора. След това преминава в мексиканския Клуб Америка. В началото на кариерата си в Мексико той е критикуван от пресата, поради грешка в първия си мач. Заедно с отбора печели Купата на КОНКАКАФ 1987 г. Селада се смята за най-добрия вратар в историята на Клуб Америка. Общо за клуба той изиграва 267 мача и допуска 262 гола. През 1988 г. играе за Атланте в 38 мача.
Селада решава да се оттегли от футбола на 32-годишна възраст поради различни наранявания.
В националния отбор на Аржентина той никога не играе, но е част от състава на Световното първенство през 1986 г. в Мексико. Там е третият вратар след Луис Ислас и Нери Пумпидо.

## Отличия

### Отборни
Клуб Америка
- Лига МХ: 1983/84, 1984/85
- КОНКАКАФ Шампионска купа: 1987

### Международни
Аржентина
- Световно първенство по футбол: 1986